# 光村镇
光村镇，是中华人民共和国海南省儋州市下辖的一个乡镇级行政单位。

## 行政区划
光村镇下辖以下地区：
永昌社区、泊潮社区、新隆村、光红村、屯积村、巨雄村、挺进村、新地村、扁墩村、欧宅村、大老村和沙井村。

## 交通
- 海南西环高速铁路：银滩站